# Morata de Jalón
Morata de Jalón – gmina w Hiszpanii, w prowincji Saragossa, w Aragonii, o powierzchni 45,87 km². W 2011 roku gmina liczyła 1266 mieszkańców.
W miejscowości znajduje się stacja kolejowa Morata de Jalón.